# Distrito de Yaftali Sufla
Yaftali Sufla es uno de los 29 distritos de la Provincia de Badakhshan, Afganistán. Fue creado en 2005 con parte del distrito de Fayzabad y cuenta con una población de aproximadamente 39.000 personas.
- Datos: Q2673892